# Український науково-дослідний проектно-конструкторський та технологічний інститут вибухозахищеного та рудникового електрообладнання
Український науково-дослідний проектно-конструкторський та технологічний інститут вибухозахищеного та рудникового електрообладнання з дослідно-експериментальним виробництвом — державне підприємство. Засноване у 1957 році як «Гіпроніселектрошахт». З 1968 р. — Всесоюзний науково-дослідний проектно-конструкторський і технологічний інститут вибухозахищеного та рудникового обладнання (ВНДІВЕ), з 1994 р. — Український науково-дослідний проектно-конструкторський та технологічний інститут вибухозахищеного та рудникового електрообладнання з дослідно-експериментальним виробництвом.

## Напрямки діяльності
Основні напрямки діяльності: дослідження, розробка, впровадження у виробництво, сертифікація, авторський нагляд та сервісне обслуговування вибухозахищеного та рудникового електрообладнання для вугільної, хімічної, нафтової, газової, нафтопереробної та ін. галузей промисловості з вибухонебезпечними умовами виробництва.